# ヤンバルトサカヤスデ
ヤンバルトサカヤスデ（Chamberlinius hualienensis）は、節足動物門ヤスデ綱ヤケヤスデ科に属するヤスデの一種である。台湾原産で、種小名のhualienensisは花蓮のという意味であるが、東部の花蓮県のみならず台湾島各地で普通にみられる。

## 特徴
成虫は体長 2.5-3.5cm、体色は褐色で、淡褐色と濃褐色の縞模様がある。本種は日本では外来種である。

## 生態
湿度の高い草地や落葉の多い土壌、道端の側溝など、日当たりの悪い湿った場所を好む。昼間は日射を避けて日陰に潜み、夜間に活動する。降雨の後など、特に湿度の高い夜には集団で大移動する。落ち葉や朽木、堆肥など、分解の進んだ腐植質を主な餌とする。海浜近くにも出現する。
ヤンバルトサカヤスデの寿命は1年程度である。集団で移動する時期が4-6月（幼虫の集団移動）と10-11月（成虫の集団移動）の年2回ある。繁殖期は10-11月で交尾後は約1ヶ月で産卵する。このタイミングは低温・短日条件により誘起および制御されていることが示唆されている。卵は直径 0.5mm ほどの球形で乳白色、1回の産卵で数百個の卵が房状に産み出される。卵は8日程度で孵化して乳白色の幼虫となり、亜成体を経て成体となる。孵化直後の幼虫期は乾燥に弱いため主に地中で過ごすが、成長と共に地表に進出するようになる。特に湿度の高くなっている雨上がりの夜間には集団移動がみられる。

## 分布
台湾原産。1983年に沖縄本島へ侵入後、生息域を北上させている。本州の神奈川県（2005年）や埼玉県、静岡県でも確認されている。樹木の移送などに随伴して土壌とともに卵や幼虫が運ばれ伝播するものと考えられている。

## 人間との関わり

### 被害
人体や農作物に対し積極的に害を与えはしないが、大量発生して不快さを催させる不快害虫である。
大発生時には 1m2 あたり 103-104 匹の高密度群集となるため、列車がこれを踏み潰し車輪が空転し、交通の妨げとなる場合がある。

### 防除法
本種、特に幼虫は乾燥に弱いため、幼虫期に合わせた下草の除去（日当たりの改善）や側溝の清掃、土壌の掘り起しなどが効果的である。また薬剤の散布は地上への進出に合わせて行う。居住空間への進入防止策としては、蝋やステンレス板、紙製ガムテープなど表面の平滑な素材で「ヤスデ返し」を作り、設置すると良い。
奄美大島などでも大量発生し、対策が求められている鹿児島県は、鹿児島市の化学メーカー、サンケイ化学と共同し、駆除剤の開発を進めている。これまでの研究でモロコシソウやドクダミといった植物に、ヤスデを遠ざける効果があることがわかってきており、実用化を目指している。
なお、駆除のために焼いたり熱湯などをかけて刺激すると、シアン化水素を含む悪臭ガスを放出する。このガスには他にフェノールやクレゾール、グアイアコール、安息香酸メチルなど、いくつかの芳香族化合物が含まれ、気化したガスを大量に吸うと、頭痛や下痢、吐き気といった症状に襲われる。 

#### 奄美市における駆除
鹿児島県奄美市では農協で駆除剤コイレットを取り扱っており、購入の金額の半額を補助される支援が行われている。また他の地方自治体でも類似の補助が行われている例がある。